# Zygia odoratissima
Zygia odoratissima là một loài thực vật có hoa trong họ Đậu. Loài này được (Ducke) L.Rico miêu tả khoa học đầu tiên.